# Chronotechna

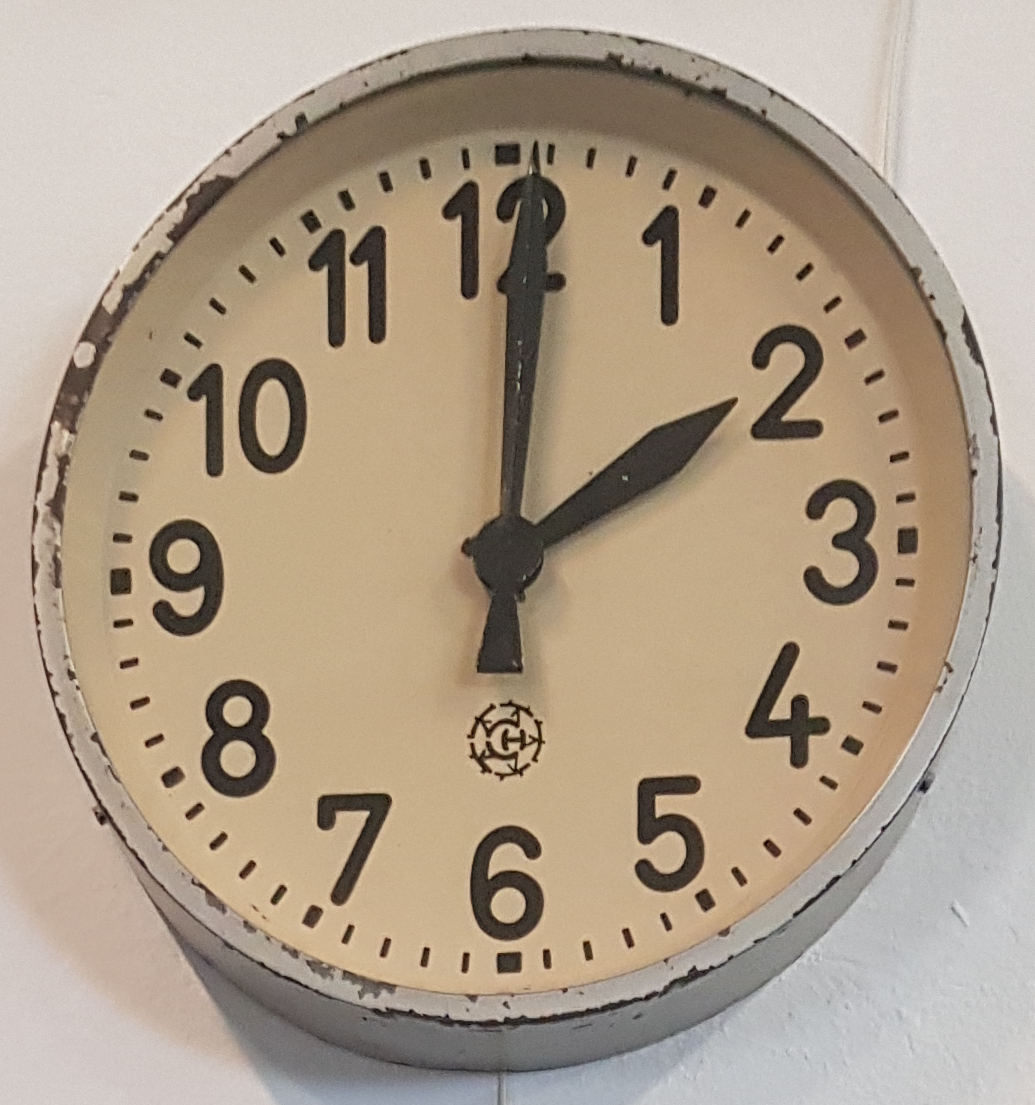
Staniční hodiny s logem CH

Chronotechna byl státní podnik, který v Československu zajišťoval výrobu hodin a budíků pod značkami Prim a Chronotechna. Podnik s právní formou národní podnik vznikl v Liberci roku 7. března 1946, později přesunut do Nového Boru a definitivně pak 1. září 1947 do Šternberku, kde využívala prostory od roku 1945 zrušené tabákové fabriky.
V rámci státního hospodářství se Chronotechna věnovala výrobě hodin, měřících přístrojů. Po reorganizaci výrobně hospodářských jednotek byla Chronotechna začleněna do ředitelství Závodů všeobecného strojírenství, od roku 1969 se od produkce Chronotechny oddělil pobočný závod v Novém Městě nad Metují (pod názvem ELTON hodinářská), který se pod značkou Prim zaměřoval na osobní hodinky. Po roce 1990 docházelo k útlumu výroby hodin. Došlo ke sloučení s firmou Uhrenfabrik Senden a vznik nové firmy EUTECH a. s., ve Šternberku poté působila součást EUTECHu CHronotechna s. r. o.. Výroba hodin skončila ve Šternberku roku 2000.

## Podniky
- Chronotechna Šternberk (hlavní sídlo, od roku 1947)
- Chronotechna Nové Město nad Metují (od 1969 ELTON hodinářská)
- Chronotechna Broumov (Meopta Hynčice)
- Chronotechna Brno
- Chronotechna Vyškov